# Tommy Keenan
Thomas Keenan, detto Tommy (Glasgow, 19 maggio 1923 – Hornchurch, 7 aprile 1981), è stato un cestista irlandese.

## Carriera
Con l'Irlanda ha preso parte ai Giochi della XIV Olimpiade.